# Miss USA 2002
Miss USA 2002 è la cinquantunesima edizione del concorso di bellezza Miss USA, e si è svolto presso Gary, Indiana il 2 marzo 2002. Vincitrice del concorso alla fine dell'evento è risultata Shauntay Hinton di Washington.

## Risultati

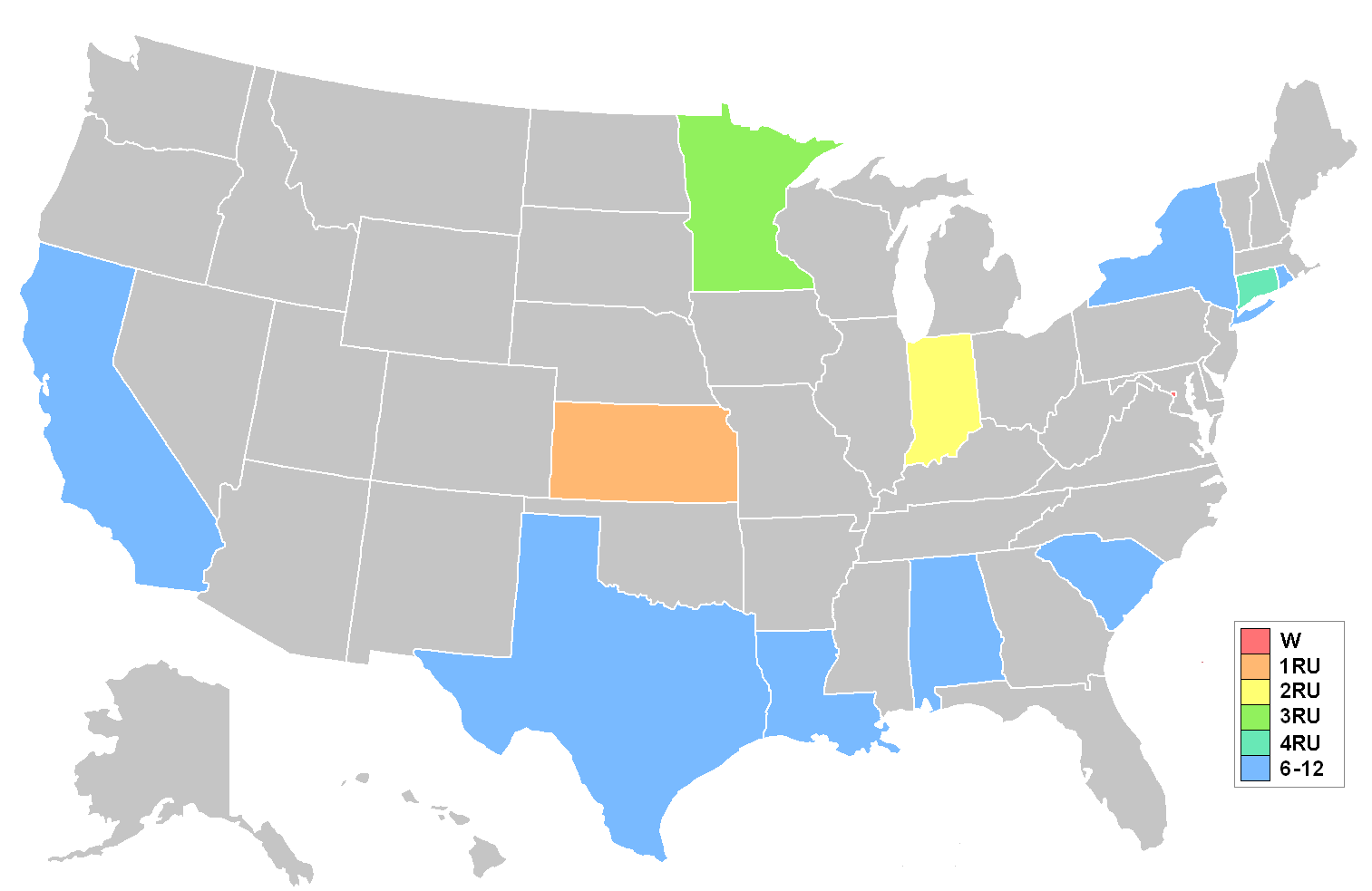
La mappa mostra i piazzamenti per stato.

### Piazzamenti
| Risultato finale | Concorrente |
| ---------------- | --- |
| Miss USA 2002    | - Distretto di Columbia - Shauntay Hinton |
| 2ª classificata  | - Kansas - Lindsay Douglas |
| 3ª classificata  | - Indiana - Kelly Lloyd |
| 4ª classificata  | - Minnesota - Lanore VanBuren |
| 5ª classificata  | - Connecticut - Alita Dawson |
| Top 12           | - Carolina del Sud - Ashley Williams - Louisiana - Anne Lene - Texas - Kasi Kelly - Alabama - Tara Tucker - Rhode Island - Janet Sutton - California - Tarah Peters - New York - Karla Cavalli |

### Riconoscimenti speciali
| Riconoscimento    | Concorrente                    |
| ----------------- | ------------------------------ |
| Miss Congeniality | - Montana - Meredith McCannell |
| Miss Photogenic   | - Florida - Shannon Ford       |
| Best in Swimsuit  | - Minnesota - Lanore VanBuren  |

## Concorrenti
- Alabama - Tara Tucker
- Alaska - Christine Olejniczak
- Arizona - Jennifer Lenz
- Arkansas - Amber Boatman
- California - Tarah Marie Peters
- Carolina del Nord - Alison English
- Carolina del Sud -  Ashley Williams
- Colorado - Keely Gaston
- Connecticut - Alita Dawson
- Dakota del Nord - Amy Elkins
- Dakota del Sud - Sitania Syrovatka
- Delaware - Deborah Ann Hoffman
- Distretto di Columbia - Shauntay Hinton
- Florida - Shannon Ford
- Georgia - Heather Hogan
- Hawaii - Juliet Lighter
- Idaho - Hilary Ball
- Illinois - Amanda Reynolds
- Indiana - Kelly Lloyd
- Iowa - Lauren Wilson
- Kansas -Lindsey Douglas
- Kentucky - Elizabeth Arnold
- Louisiana - Anne-Katherine Lené
- Maine - Su-Ying Leung
- Maryland - Misti Adams
- Massachusetts - Latoyia Foster
- Michigan - Rebekah Lynn Decker
- Minnesota - Lanore Van Buren
- Mississippi - Heather Soriano
- Missouri - Melana Scantlin
- Montana - Meredith McCannel
- Nebraska - Stacey Skidmore
- Nevada - Jenny Valdez
- New Hampshire - Audra Paquette
- New Jersey - Robin Williams
- New York -  Karla Cavalli
- Nuovo Messico - Ellyn Colyer
- Ohio - Kimberly Mullen
- Oklahoma - Kasie Head
- Oregon - Kristi Walkowski
- Pennsylvania - Nicole Bigham
- Rhode Island - Janet Sutton
- Tennessee - Allison Alderson
- Texas - Kasi Kelly
- Utah - Abbie Smith
- Vermont - Brooke Angus
- Virginia - Julie Laipply
- Virginia Occidentale - Angela Davenport
- Washington - Carly Shorten
- Wisconsin - Cortney Owen
- Wyoming - Jeannie Crofts